# Fotografia (Carl Brave)
Fotografia è un singolo del rapper italiano Carl Brave pubblicato l'11 maggio 2018 come unico estratto dal primo album in studio Notti brave.

## Descrizione
Il singolo ha visto la collaborazione della cantante italiana Francesca Michielin e del rapper italiano Fabri Fibra.

## Video musicale
Il video, girato come cartone animato in stile Simpson e ambientato al Castel Sant'Angelo di Roma, è stato reso disponibile il 14 maggio 2018 sul canale YouTube del rapper.

## Tracce
1. Fotografia (feat. Francesca Michielin & Fabri Fibra) – 3:12

## Classifiche

### Classifiche settimanali
| Classifica (2018) | Posizione massima |
| ----------------- | ----------------- |
| Italia            | 6                 |

### Classifiche di fine anno
| Classifica (2018) | Posizione |
| ----------------- | --------- |
| Italia            | 12        |